# 안드레이 푸르센코

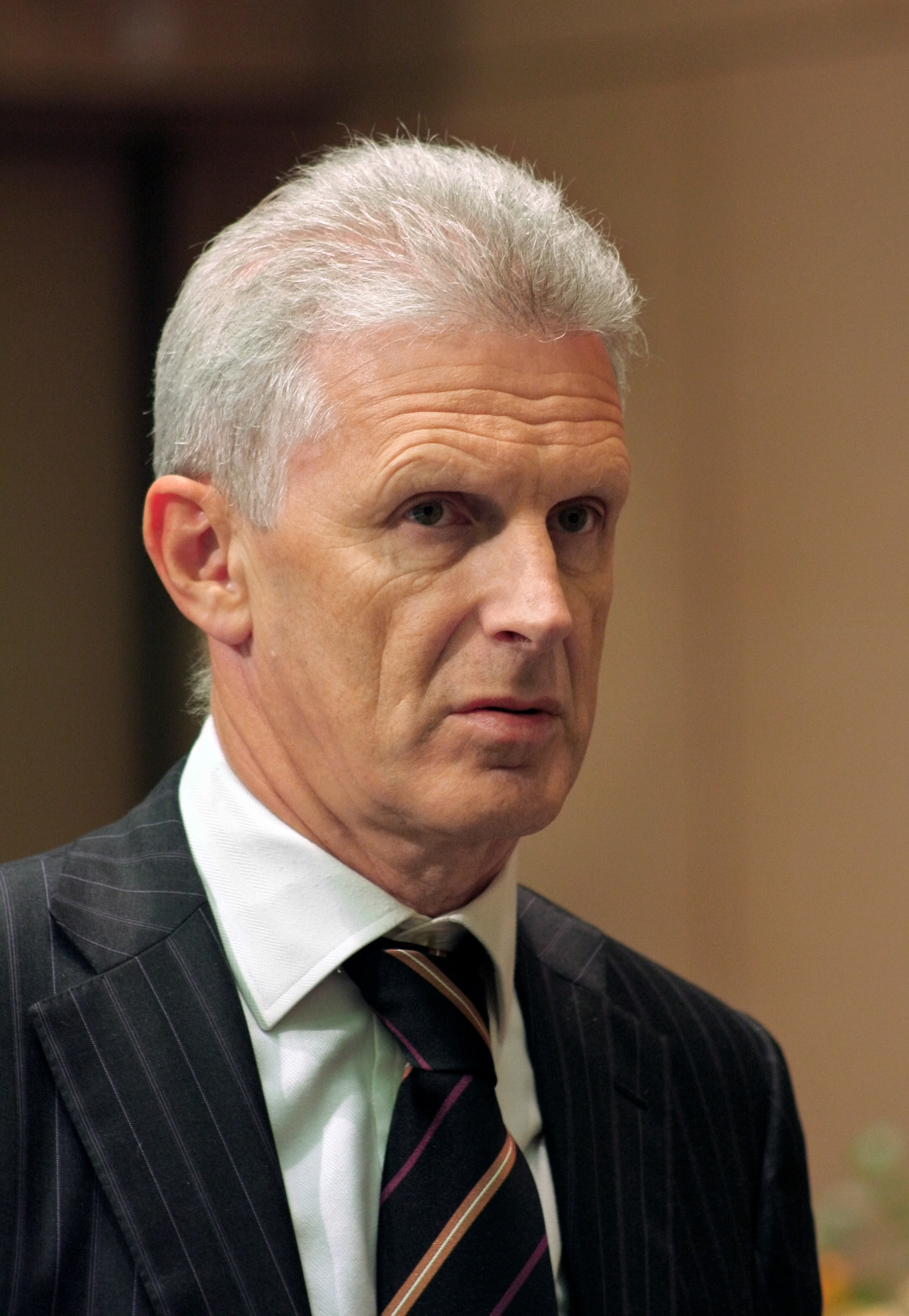
안드레이 푸르센코

안드레이 알렉산드로비치 푸르센코(러시아어: Андре́й Алекса́ндрович Фу́рсенко, 1949년 7월 17일 ~ )는 러시아의 정치인, 과학자, 기업인이다. 2004년부터 현재까지 러시아 연방의 교육과학장관을 맡고 있다. 동생인 세르게이 푸르센코는 FC 제니트 상트페테르부르크의 전 구단주였다.